# William Desmond Taylor
Pour les articles homonymes, voir William Taylor (homonymie) et Taylor.
Ne doit pas être confondu avec William Desmond ou William Taylour.
William Desmond Taylor, né le 26 avril 1872 à Carlow (Irlande) et mort le 1er février 1922 à Los Angeles, est un réalisateur, acteur, producteur et scénariste américain. Sa carrière dans le cinéma muet en fait une figure populaire de l'industrie naissante d'Hollywood dans les années 1910 et le début des années 1920. Son meurtre le 1er février 1922, tout comme d'autres scandales du moment comme l'affaire Roscoe Arbuckle contribuent à la naissance d'une presse sensationnaliste de bas-étage. Le meurtre de Taylor demeure officiellement non résolu.
Dans le film Boulevard du crépuscule (Sunset Boulevard), le nom de l'héroïne Norma Desmond est une référence à son second prénom et au nom de son amie actrice, Mabel Normand.

## Biographie

### Vie et carrière
William Cunningham Deane-Tanner est né le 26 avril 1872 à Carlow en Irlande, d'un officier militaire, Kearns Deane-Tanner, et de sa femme, Jane. La fratrie comprend Denis, Nell, et Daisy.
Il s'embarqua pour les États-Unis en 1890, à ses 18 ans,.
Il exerce brièvement le métier d'acteur à New York avant d'épouser Ethel May Hamilton le 7 décembre 1901 dans une église de Manhattan (la Little Church Around the Corner) ; ils divorcent en 1912. Ethel May Hamilton apparait dans le sextuor de l'opérette Florodora sous le nom de Ethel May Harrison. Elle est la fille d'un riche courtier de Wall Street, qui procure à William Deane-Tanner les fonds nécessaires pour ouvrir un magasin d'antiquités et ainsi subvenir aux besoins de sa famille. Les Tanner sont bien connus dans la société new-yorkaise. Le 23 octobre 1908, William Deane-Tanner, qui a alors une liaison extra-conjugale, abandonne subitement son épouse et sa fille, Ethel Daisy, et disparait. Comme Tanner (Taylor) a auparavant souffert de troubles mentaux, sa famille croit qu'il s'est perdu durant une crise d'aphasie. Son frère, Denis, ex-lieutenant dans l'armée britannique et patron d'un magasin d'antiquités à New York disparait lui aussi en 1912, abandonnant sa femme et leurs deux enfants,.
Sous son nouveau nom de William Desmond Taylor, il se trouve à Hollywood en décembre 1912. Il fait d'abord une belle carrière d'acteur — dont quatre apparitions face à Margaret "Gibby" Gibson — avant de tourner son premier film en tant que réalisateur, The Awakening (1914). Dans les années qui suivent, il réalise plus de cinquante films. En juillet 1918, vers la fin de la Première Guerre mondiale, Taylor s'enrôle comme soldat dans la British Army alors qu'il a 46 ans. Il est affecté à un corps de logistique stationné à Dunkerque et est promu au grade temporaire de lieutenant le 15 janvier 1919,.
De retour à Los Angeles, il accède à la présidence de la Motion Picture Directors Association. Il dirige quelques-unes des grandes stars de l'époque dont Mary Pickford, Wallace Reid, Dustin Farnum et sa protégée, Mary Miles Minter, qui joue le rôle-titre dans Anne of Green Gables.
En 1914, Taylor a une liaison avec l'actrice Neva Gerber pendant le tournage de The Awakening. À cette période son ex-femme, alors remariée au restaurateur Edward L.C. Robins, de qui elle a un fils, Samuel M. Robins — le sait présent à Hollywood. Quelques années plus tard, elle est au cinéma avec sa fille lorsqu'elle reconnait Taylor à l'écran et s'écrie « C'est ton père ! » Ils entretiennent par la suite une correspondance. En 1921, Taylor rend visite à sa fille, Ethel Daisy, à New York et en fait son héritière.

### Meurtre
À 7h30, le matin du 2 février 1922, on découvre le corps de William Desmond Taylor dans son bungalow des Alvarado Court Apartments, au 404-B South Alvarado Street, dans le quartier de Westlake de Los Angeles, une zone résidentielle huppée et à la mode.
Une foule se forme rapidement. Un individu se prétendant médecin s'avance, examine superficiellement le corps et déclare que la victime est morte d'une hémorragie de l'estomac, avant de repartir aussitôt. On ne le revoit plus jamais. En retournant le corps, un peu plus tard, on découvre néanmoins que le réalisateur a reçu une balle dans le dos.
Dans ses poches, on retrouve un porte-feuille contenant 78 dollars, un étui à cigarettes en argent, une montre à gousset Waltham et un cure-dent en ivoire. Il portait aussi à son doigt une bague avec un diamant de 2 carats.
Une grosse liasse d'argent liquide, dont le montant exact reste inconnu, et que Taylor a montrée la veille à son comptable a disparu, apparemment sans jamais avoir été encaissée. Lors de l'enquête, on détermine l'heure du décès à 19h50, le soir du 1er février 1922. Pendant son interrogatoire, cinq jours après la découverte du corps, Mary Miles Minter déclare qu'après le meurtre, un ami, l'acteur et réalisateur Marshall Neilan, lui rapporte les propos "délirants" qu'aurait tenu Taylor au sujet de quelques-unes de ses connaissances (dont l'actrice) dans les semaines qui précédèrent sa mort. Elle raconte également que, selon Neilan, Taylor est devenu "fou."

#### Suspects et témoins
En définitive, la police et la presse suspectent plus d'une douzaine d'individus. La presse de l'époque couvre l'affaire par une multitude d'articles à sensation, riches en spéculations gratuites, voire en inventions. Le meurtre sert par la suite de trame et de support à divers récits, fictionnels ou non. Comme leurs auteurs se servent généralement de la presse populaire, et de ses articles pas toujours sérieux, comme source primaire d'information, ces textes répandent diverses inexactitudes qui finissent par passer pour véridiques.
En général, la plupart des récits se concentrent sur sept personnes, comme suspects ou comme témoins.

##### Edward Sands
Edward F. Sands était l'ancien assistant personnel, valet et cuisinier de Taylor. Pourtant né dans l'Ohio, Sands parlait avec un fort accent cockney. À l'été 1921, alors qu'il partait en Europe, Taylor laissa à son assistant la responsabilité de ses affaires. À son retour, Taylor découvrit que Sands avait disparu, emportant avec lui voiture, chéquier et bijoux. Il avait également encaissé plusieurs chèques laissé en blanc par son employeur, et, utilisant son chéquier, avait contrefait sa signature.
Plus tard, Sands cambriola le bungalow de Taylor, vola à nouveau des bijoux et laissa ses empreintes sur le lit du réalisateur. Après le meurtre, Edward Sands disparut et ne fut jamais retrouvé. L'enquête révéla qu'il avait déjà été condamné pour détournement de fonds, forgerie et désertion de l'armée américaine.

##### Henry Peavey
Henry Peavey était le valet afro-américain qui remplaça Sands auprès de Taylor. C'est lui qui trouva le corps sans vie de son employeur. Peavey était illettré et bisexuel. Son dossier criminel comprenait des arrestations pour vagabondage et exhibition en présence de garçons mineurs. Taylor l'avait récemment fait libérer en payant sa caution et il était censé témoigner en sa faveur devant les tribunaux. Les journaux remarquèrent qu'il portait des costumes de golf tapageurs mais ne possédait aucun club de golf. Peavey accusa plusieurs fois Mabel Normand du meurtre (peut-être parce qu'elle s'était moquée de sa garde-robe) et fut lui aussi suspecté du meurtre. Huit ans plus tard, en 1931, Peavey mourut dans un asile de San Francisco où il avait été interné pour démence syphilitique.

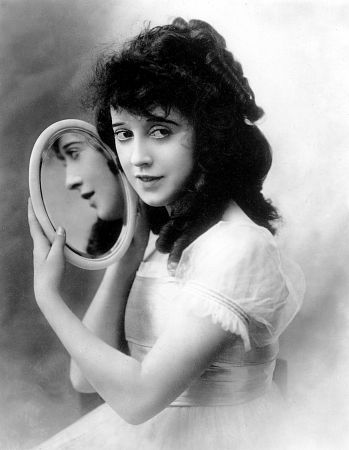
Mabel Normand

##### Mabel Normand
Mabel Normand était une actrice populaire et une amie proche de Taylor. Ils eurent peut-être une liaison. Bien qu'elle se fût probablement disputée avec Taylor le soir du meurtre, elle quitta le domicile du réalisateur à 19h45, de bonne humeur, emportant un livre qu'il venait de lui confier. Elle a été la dernière personne à l'avoir vu vivant. La police la considéra rapidement comme innocente. La plupart de ceux qui ont écrit sur le meurtre partagent cette opinion.
Mabel Normand joua également dans de nombreux films avec Roscoe Arbuckle, dont la carrière était éclaboussée par un scandale retentissant à la même époque. Sa propre carrière d'actrice déclinait déjà, mais les affaires Taylor et Arbuckle ternirent définitivement sa réputation. D'autant que s'y ajoutèrent des révélations sur sa consommation de drogues et une troisième affaire de meurtre (un de ses amants, tué par son chauffeur). Toutefois, elle continua à tourner au cours des années 1920. Elle mourut de tuberculose en 1930.

##### Faith Cole MacLean
On pense généralement que Faith Cole MacLean a croisé le tueur. Elle et son mari, l'acteur Douglas MacLean, étaient les voisins de Taylor. Un grand bruit, survenu à 20h, les surprit. Elle sortit de chez elle et, sur son pas de porte, se trouva nez-à-nez avec quelqu'un sortant du bungalow de Taylor, habillé, selon ses dires "comme un cambrioleur de cinéma". Cette personne s'arrêta un court instant avant de repartir à l'intérieur comme si elle avait oublié quelque chose, puis elle ressortit et lui sourit avant de disparaître entre les maisons. MacLean dit avoir entendu une voiture pétarader peu après. Elle déclara aussi à la police que cette personne avait une apparence "amusante" (comme un acteur maquillé) et qu'elle aurait pu être une femme déguisée en homme.

##### Charles Eyton
Charles Eyton était le General Manager de la Paramount Pictures. Plusieurs sources rapportèrent l'avoir vu, dans les heures qui suivirent le meurtre, s'introduire dans le bungalow avec des employés de la Paramount pour s'emparer d'objets compromettants, soit avant l'arrivée de la police, soit avec sa permission.

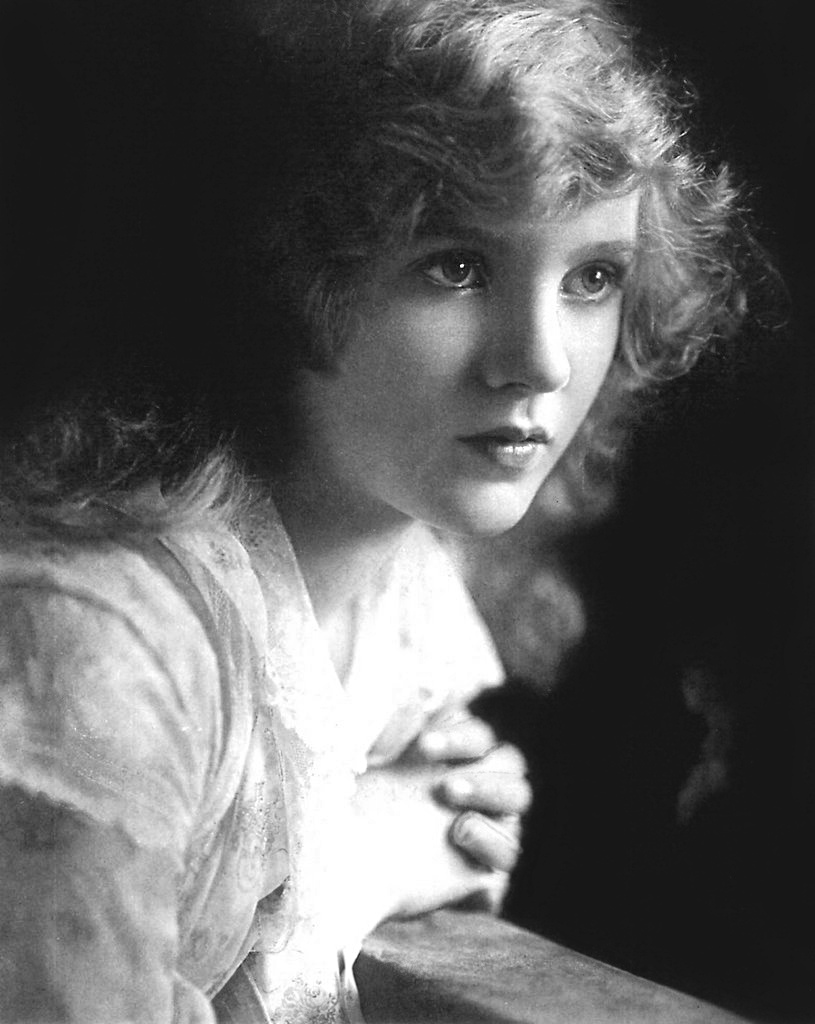
Mary Miles Minter

##### Mary Miles Minter
Mary Miles Minter était une actrice populaire, une star adolescente dont Taylor avait guidé la carrière. Minter, qui avait grandi sans père, n'avait que trois ans de plus que la fille qu'avait abandonné le réalisateur à New York. Des lettres codées trouvées au domicile de Taylor accréditent la thèse d'une liaison entre l'homme de 49 ans et la jeune star de 19 ans, commencée deux ans plus tôt, alors qu'elle n'avait que 17 ans. D'après Minter, Taylor était réticent dès le début de leur histoire d'amour et refusa souvent de la voir.
Quoi qu'il en soit, les lettres (qu'elle avait écrites en 1919) étaient à l'antipode de son image à l'écran de jeune fille discrète. La presse calomnia Minter. Elle tourna quatre autres films pour la Paramount, et lorsque le studio décida de ne pas renouveler son contrat, elle reçut des offres de nombreux producteurs. N'ayant jamais réellement apprécié sa carrière d'actrice, elle les déclina toutes et abandonna l'industrie du cinéma. Elle continua à proclamer son amour pour Taylor le restant de ses jours et mourut en 1984, dans l'anonymat (mais dans un confort financier certain, dû à de judicieux investissements).

##### Charlotte Shelby
Charlotte Shelby était la mère de Mary Miles Minter. Comme de nombreuses stage mother (mère qui incite ses enfants à monter sur scène) avant et depuis, on la décrivit comme une manipulatrice rongée par l'ambition et la cupidité. À une époque, Mary Miles Minter et sa mère se disputèrent âprement pour des raisons financières, jusqu'aux tribunaux, avant de se réconcilier. Les déclarations initiales de Charlotte Shelby à la police auraient été évasives, "manifestement mensongères" à propos des relations qu'entretenait sa fille avec Taylor comme sur d'autres sujets Shelby était supposée posséder un pistolet de calibre .38, rare, et des balles peu courantes ressemblant à celle qui tua Taylor. Une fois cette information rendue publique, elle aurait été jeter l'arme dans un bayou de Louisiane. Shelby connaissait alors le procureur de Los Angeles. Elle passa par la suite plusieurs années à l'étranger, évitant ainsi à la fois les investigations de son successeur et les journalistes.
En 1938, sa seconde fille, l'actrice Margaret Shelby (qui souffrait alors d'alcoolisme et de dépression chronique), accusa ouvertement sa mère du meurtre lors d'une dispute. Shelby fut souvent citée parmi les suspects. Aux yeux de plusieurs auteurs, elle était même la suspecte idéale. Adela Rogers St. Johns, notamment, suggéra Charlotte Shelby comme une femme tiraillée entre ses sentiments maternels pour sa fille et sa propre attirance pour Taylor. Même si Shelby craignait d'être jugée pour le meurtre, deux procureurs du comté de Los Angeles, au moins, se refusèrent publiquement à la poursuivre,.

##### La confession de Margaret Gibson en 1964

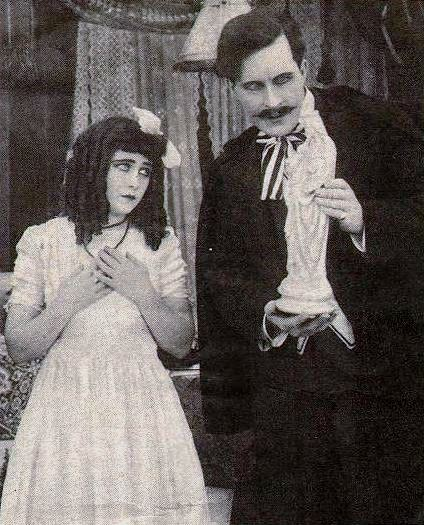
Ella Margaret Gibson et William Desmond Taylor dans une scène de A Little Madonna (1914).

L'actrice Ella Margaret Gibson avait travaillé avec Taylor à ses débuts. En 1917, elle fut accusée de se prostituer, jugée et acquittée (on l'accusa également de vendre de l'opium). Elle changea alors son nom de scène en Patricia Palmer. En 1923, elle fut arrêtée et emprisonnée pour une accusation de chantage qui sera finalement levée.
Au moment du meurtre, Gibson avait 27 ans et habitait Los Angeles. Aucun rapport d'enquête ne fait mention de son nom. Après le meurtre, elle joua dans de nombreux films produits par Famous Players-Lasky, le studio de Taylor à sa mort. L'un de ces films était parmi les derniers tournés par Mary Miles Minter. Gibson "fuit" (selon ses dires) le pays pour l'Orient en 1934, où elle épousa un employé de la compagnie Socony (ancien nom de Mobil). Elle rentra toutefois à Los Angeles en 1940 pour raisons médicales et son mari mourut lors d'une attaque japonaise pendant la Seconde Guerre mondiale, laissant à Gibson une maigre pension.
En 1999, la newsletter Taylorology, souvent citée, publia le récit suivant : le 21 octobre 1964, alors qu'elle vivait de sa modeste pension dans les collines d'Hollywood, sous le nom de Pat Lewis, elle eut une attaque cardiaque et confessa — en récente convertie catholique — avant de mourir qu'elle "avait tué William Desmond Taylor" ; elle mêla à sa confession d'autres faits dont le témoin, qui ne les avait pas compris, ne se rappelait plus de 30 ans après. Le témoin de sa confession répéta plus tard cette histoire dans un documentaire télévisé.

## Filmographie

### Comme réalisateur
- 1913 : Mrs. Carter's Campaign
- 1913 : The Step Brothers
- 1914 : The Son of Thomas Gray (en)
- 1914 : The Crucible (en)
- 1914 : A Story of Little Italy (en)
- 1914 : The Smouldering Spark
- 1914 : A Soul Astray
- 1914 : The Song of the Sea Shell
- 1914 : Lola
- 1914 : The Criminal Code
- 1914 : The Awakening
- 1914 : Billy's Rival
- 1914 : The Judge's Wife
- 1914 : Sweet and Low
- 1914 : When the Road Parts
- 1914 : A Slice of Life
- 1914 : The Beggar Child
- 1914 : Brass Buttons
- 1915 : Tricks of Fate
- 1915 : Peggy Lynn, Burgler
- 1915 : The Last Chapter
- 1915 : The High Hand
- 1915 : The Diamond from the Sky
- 1915 : The Lonesome Heart
- 1915 : The Soul of the Vase
- 1915 : A Woman Scorned
- 1916 : He Fell in Love with His Wife
- 1916 : Ben Blair
- 1916 : The Heart of Paula
- 1916 : Pasquale
- 1916 : The American Beauty
- 1916 : Davy Crockett
- 1916 : La Rédemption de Panamint (The Parson of Panamint)
- 1916 : The House of Lies
- 1916 : Her Father's Son
- 1916 : Redeeming Love
- 1917 : Happiness of Three Women
- 1917 : Out of the Wreck
- 1917 : The World Apart
- 1917 : Big Timber
- 1917 : The Varmint
- 1917 : Au Nord du 53e (North of Fifty-Three)
- 1917 : Jack and Jill
- 1917 : Tom Sawyer
- 1918 : The Spirit of '17
- 1918 : Huck and Tom
- 1918 : Candeur (His Majesty, Bunker Bean)
- 1918 : À la recherche du bonheur (Up the Road with Sallie)
- 1918 : Mile-a-Minute Kendall
- 1918 : L'École du bonheur (How Could You, Jean?)
- 1918 : La Petite Vivandière (Johanna Enlists)
- 1919 : Le Trésor (Captain Kidd, Jr.)
- 1919 : Anne of Green Gables
- 1920 : Huckleberry Finn
- 1920 : Le Loupiot (Judy of Rogue's Harbor)
- 1920 : L'Enfant de la tempête (Jenny Be Good)
- 1920 : La Jolie Infirmière (Nurse Marjorie)
- 1920 : The Soul of Youth
- 1920 : The Furnace
- 1921 : The Witching Hour
- 1921 : Sacred and Profane Love
- 1921 : La Douloureuse Étape (Wealth)
- 1921 : Beyond
- 1921 : Morals
- 1922 : L'Émeraude fatale (The Green Temptation)
- 1922 : Misère (The Top of New York)

### Comme acteur
- 1913 : Retrogression
- 1913 : Counterfeiters
- 1913 : The Sins of the Father
- 1913 : The Iconoclast
- 1913 : Bread Cast Upon the Waters de Thomas H. Ince
- 1913 : Le Désastre (The Battle of Gettysburg) de Thomas H. Ince et Charles Giblyn : petit rôle
- 1913 : A True Believer de Burton L. King
- 1913 : Granddad de Thomas H. Ince : Jabez Burr
- 1913 : The Quakeress
- 1913 : Exoneration
- 1913 : Her Husband's Friend
- 1914 : Secret of the Bulb
- 1914 : The Brute
- 1914 : The Informer
- 1914 : Anne of the Golden Heart
- 1914 : The Love of Tokiwa
- 1914 : How God Came to Sonny Boy de Burton L. King
- 1914 : Tainted Money de Burton L. King
- 1914 : Master of the Mine
- 1914 : Millions for Defence
- 1914 : The Night Riders of Petersham
- 1914 : The Kiss
- 1914 : A Little Madonna
- 1914 : Captain Alvarez : Robert W. Wainwright, alias Captain Alvarez
- 1914 : The Criminal Code
- 1914 : The Last Chapter
- 1915 : An Eye for an Eye : Dave Harmon

### Comme producteur
- 1917 : Happiness of Three Women
- 1920 : Huckleberry Finn
- 1920 : The Soul of Youth